# Championnats du monde d'aviron 1995
Navigation
Édition précédente Édition suivante
Les championnats du monde d'aviron 1995, vingt-cinquième édition des championnats du monde d'aviron, ont lieu du 20 au 28 août 1995 à Tampere, en Finlande.

## Podiums
| Épreuves            | Or | Or                  | Argent | Argent              | Bronze | Bronze              |
| Épreuves masculines | Épreuves masculines | Épreuves masculines | Épreuves masculines | Épreuves masculines | Épreuves masculines | Épreuves masculines |
| ------------------- | --- | ------------------- | --- | ------------------- | --- | ------------------- |
| M1x                 | Slovénie Iztok Čop | 6 min 52 s 93       | Estonie Jüri Jaanson | 6 min 53 s 48       | Tchéquie Václav Chalupa | 6 min 54 s 14       |
| M2x                 | Danemark Lars Christensen Martin Hansen Haldbo | 6 min 17 s 01       | Allemagne André Steiner Stephan Volkert | 6 min 19 s 42       | Norvège Steffen Størseth Kjetil Undset | 6 min 21 s 84       |
| M4x                 | Italie Alessandro Corona Rossano Galtarossa Massimo Paradiso Alessio Sartori                                                                              | 6 min 10 s 09       | Allemagne Marco Geisler Andreas Hajek Marko Schwalbe André Willms                                                                                      | 6 min 11 s 62       | Argentine Santiago Fernández Sergio Fernández González Rubén Knulst Guillermo Pfaab                                                                             | 6 min 12 s 62       |
| M2+                 | Italie Giuliano De Stabile Luca Sartori Antonio Cirillo                                                                                                   | 7 min 35 s 11       | France Antoine Béghin Laurent Béghin Christophe Lattaignant                                                                                            | 7 min 37 s 97       | Belgique Frank Moortgat Dominique Verdeyen Benoit Ollemans | 7 min 41 s 21       |
| M2-                 | Royaume-Uni Matthew Pinsent Steve Redgrave | 6 min 28 s 11       | Australie Robert Walker Richard Wearne | 6 min 29 s 87       | France Michel Andrieux Jean-Christophe Rolland | 6 min 30 s 63       |
| M4+                 | États-Unis Chris Ahrens Peter Collins Ben Holbrook James Munn Peter Cipollone                                                                             | 6 min 37 s 50       | Nouvelle-Zélande Murdoch Dryden Andrew Matheson Chris McAsey Chris White Michael Whittaker                                                             | 6 min 38 s 65       | Italie Lorenzo Carboncini Luca Cavallini Ciro Liguori Rocco Pecoraro Vincenzo Di Palma                                                                          | 6 min 40 s 14       |
| M4-                 | Italie Riccardo Dei Rossi Raffaello Leonardo Valter Molea Carlo Mornati                                                                                   | 5 min 58 s 28       | Royaume-Uni Timothy Foster Rupert Obholzer Greg Searle Jonathan Searle                                                                                 | 5 min 58 s 89       | Pologne Piotr Basta Wojciech Jankowski Maciej Łasicki Jacek Streich                                                                                             | 6 min 02 s 13       |
| M8+                 | Allemagne Roland Baar Stefan Forster Detlef Kirchhoff Ike Landvoigt Joachim Lerche Frank Richter Dieter Sator Marc Weber Peter Thiede                     | 5 min 53 s 40       | Pays-Bas Michiel Bartman Kai Compagner Nico Rienks Niels van der Zwan Jaap Krijtenburg Niels van Steenis Henk-Jan Zwolle Ronald Florijn Jeroen Duyster | 5 min 55 s 54       | États-Unis Jonathan Brown Sean Hall Frederic Honebein Robert Kaehler Jeffrey Klepacki James Koven Michael Peterson Don Smith Steven Segaloff                    | 5 min 57 s 46       |
| LM1x                | Royaume-Uni Peter Haining | 7 min 29 s 78       | Tchéquie Tomas Kacovsky | 7 min 31 s 60       | Danemark Anders Brems | 7 min 33 s 24       |
| LM2x                | Suisse Markus Gier Michael Gier | 6 min 45 s 56       | Suède Anders Christensson Mattias Tichy | 6 min 46 s 83       | Australie Anthony Edwards Bruce Hick | 6 min 47 s 60       |
| LM4x                | Autriche Gernot Faderbauer Walter Rantasa Christoph Schmölzer Wolfgang Sigl                                                                               | 6 min 09 s 32       | Allemagne Frank Günder Andreas Lutz Bernhard Rühling Jens Weckbach                                                                                     | 6 min 11 s 07       | Italie Lorenzo Bertini Paolo Pittino Franco Sancassani Massimo Guglielmi                                                                                        | 6 min 13 s 71       |
| LM2-                | Italie Carlo Grande Pasquale Marigliano | 7 min 08 s 64       | France Sébastien Bel Xavier Dorfman | 7 min 11 s 77       | Danemark Thomas Ebert Bo Helleberg | 7 min 13 s 96       |
| LM4-                | Italie Carlo Gaddi Leonardo Pettinari Andrea Re Ivano Zasio                                                                                               | 6 min 16 s 46       | Danemark Eskild Ebbesen Victor Feddersen Niels Henriksen Thomas Poulsen                                                                                | 6 min 17 s 83       | Allemagne Michael Buchheit Oliver Rau Bernhard Stomporowski Martin Weiß                                                                                         | 6 min 18 s 44       |
| LM8+                | Danemark Johnny Bo Andersen Torben Bech Jensen Thomas Croft Carsten Glud Søren Henrichsen Jeppe Jensen Kollat Michael Jensen Bo Vestergaard Dennis Larsen | 5 min 53 s 45       | Royaume-Uni Christopher Bates Andrew Butt Niall Gardam Ben Helm Dave Lemon Jim McNiven Nicholas Strange Jon Williamson John Deakin                     | 5 min 55 s 70       | Italie Salvatore Amitrano Enrico Barbaranelli Sabino Bellomo Danilo Fraquelli Stefano Fraquelli Fabrizio Ravasi Roberto Romanini Carmine Somma Gaetano Iannuzzi | 5 min 58 s 77       |
| Épreuves féminines  | |                     | |                     | |                     |
| W1x                 | Suède Maria Brandin | 7 min 26 s 00       | Canada Silken Laumann | 7 min 29 s 07       | Belgique Annelies Bredael | 7 min 34 s 29       |
| W2x                 | Canada Kathleen Heddle Marnie McBean | 6 min 55 s 76       | Pays-Bas Eeke van Nes Irene Eijs | 6 min 55 s 84       | Nouvelle-Zélande Philippa Baker Brenda Lawson | 6 min 59 s 43       |
| W4x                 | Allemagne Kerstin Köppen Katrin Rutschow Jana Sorgers Jana Thieme                                                                                         | 6 min 40 s 80       | Canada Laryssa Biesenthal Kathleen Heddle Marnie McBean Diane O'Grady                                                                                  | 6 min 43 s 02       | Pays-Bas Nelleke Penninx Eeke van Nes Anita Meiland Irene Eijs                                                                                                  | 6 min 43 s 22       |
| W2-                 | Australie Kate Slatter Megan Still | 7 min 12 s 70       | États-Unis Karen Kraft Missy Schwen-Ryan | 7 min 14 s 90       | France Celine Cuisant-Garcia Christine Gosse | 7 min 16 s 49       |
| W4-                 | États-Unis Cindy Brooks Melissa Iverson Lianne Nelson Katherine Scanlon Lewis                                                                             | 7 min 03 s 53       | Allemagne Gerte John Doreen Martin Dana Pyritz Anke Weiler                                                                                             | 7 min 05 s 13       | Biélorussie Tamara Davydenko Irina Gribko Natallia Stasiuk Marina Znak                                                                                          | 7 min 07 s 98       |
| W8+                 | États-Unis Jennifer Dore Catriona Fallon Amy Fuller Anne Kakela Laurel Korholz Elizabeth McCagg Mary McCagg Monica Tranel-Michini Yasmin Farooq           | 6 min 50 s 73       | Roumanie Angela Alupei Iulia Bobeică Veronica Cochelea Doina Ignat Ioana Olteanu Dobrita Preda Doina Spîrcu Anca Tănase Cristina Ilie                  | 6 min 52 s 76       | Pays-Bas Tessa Appeldoorn Femke Boelen Anneke Venema Marieke Westerhof Muriel van Schilfgaarde Meike van Driel Tessa Knaven Rita de Jong Jissy de Wolf          | 6 min 54 s 25       |
| LW1x                | Australie Rebecca Joyce | 8 min 14 s 66       | France Catherine Mueller | 8 min 16 s 31       | Pays-Bas Annette Bogstra | 8 min 18 s 61       |
| LW2x                | Canada Colleen Miller Wendy Wiebe | 7 min 26 s 45       | Danemark Lene Andersson Berit Christoffersen | 7 min 27 s 28       | Allemagne Michelle Darvill Ruth Kaps | 7 min 29 s 60       |
| LW2-                | États-Unis Christine Collins Ellen Minzner | 7 min 55 s 99       | Royaume-Uni Alison Brownless Jane Hall | 7 min 59 s 17       | Danemark Kristine Jørgensen Sharon Thilgreen | 8 min 02 s 58       |
| LW4-                | États-Unis Barbara Byrne Linda Muri Whitney Post Sarah Simmons                                                                                            | 7 min 08 s 48       | Royaume-Uni Juliet Machan Robyn Morris Jo Nitsch Rachel Woolf                                                                                          | 7 min 09 s 74       | Allemagne Janet Radünzel Gunda Reimers Jutta Schausten Gaby Schulz                                                                                              | 7 min 13 s 91       |

## Tableau des médailles
| Rang  | Nation           | Or | Argent | Bronze | Total |
| ----- | ---------------- | -- | ------ | ------ | ----- |
| 1     | États-Unis       | 5  | 1      | 1      | 7     |
| 2     | Italie           | 5  |        | 3      | 8     |
| 3     | Allemagne        | 2  | 4      | 3      | 9     |
| 4     | Royaume-Uni      | 2  | 4      |        | 6     |
| 5     | Danemark         | 2  | 2      | 3      | 7     |
| 6     | Canada           | 2  | 2      |        | 4     |
| 7     | Australie        | 2  | 1      | 1      | 4     |
| 8     | Suède            | 1  | 1      |        | 2     |
| 9     | Autriche         | 1  |        |        | 1     |
| 9     | Slovénie         | 1  |        |        | 1     |
| 9     | Suisse           | 1  |        |        | 1     |
| 12    | France           |    | 3      | 2      | 5     |
| 13    | Pays-Bas         |    | 2      | 3      | 5     |
| 14    | Tchéquie         |    | 1      | 1      | 2     |
| 14    | Nouvelle-Zélande |    | 1      | 1      | 2     |
| 16    | Estonie          |    | 1      |        | 1     |
| 16    | Roumanie         |    | 1      |        | 1     |
| 18    | Belgique         |    |        | 2      | 2     |
| 19    | Argentine        |    |        | 1      | 1     |
| 19    | Biélorussie      |    |        | 1      | 1     |
| 19    | Norvège          |    |        | 1      | 1     |
| 19    | Pologne          |    |        | 1      | 1     |
| Total | Total            | 24 | 24     | 24     | 72    |